# Kristin Clemet
Kristin Clemet, née le 20 avril 1957, est une femme politique norvégienne. Ministre du Travail de 1989 à 1990. Ministre de l'Éducation et de la Recherche du 19 octobre 2001 au 17 octobre 2005.